# ポルカの歌姫
『ポルカの歌姫』（ポルカのうたひめ、原題・英語: The Girl of the Golden West）は、1938年に製作・公開されたアメリカ合衆国の映画。
デーヴィッド・ベラスコの戯曲を基にロバート・Z・レナードが監督、ジャネット・マクドナルドとネルソン・エディが主演した。マクドナルドとエディは4度目の共演であった。シグマンド・ロンバーグが楽曲を提供している。

## キャスト
- メアリー・ロビンス：ジャネット・マクドナルド
- ラミレス/ジョンソン：ネルソン・エディ
- ジャック・ランス：ウォルター・ピジョン
- モスキート：レオ・キャリロ
- アラバマ：バディ・イブセン
- ミンストレル・ジョー：クリフ・エドワーズ
- 将軍：ノア・ビアリー・Sr
- ハッピー・ムーア：レイ・ボルジャー
- 炭鉱夫：フランシス・フォード

## スタッフ
- 監督：ロバート・Z・レナード
- 製作：ウィリアム・アンソニー・マクガイア
- 脚本：イザベル・ドーン、ボイス・デゴウ
- 撮影：オリヴァー・T・マーシュ
- 編集：W・ドン・ヘイズ
- 音楽監督：ハーバート・ストサート
- 美術：セドリック・ギボンズ、エドウィン・B・ウィリス、エディ今津
- 衣裳：エイドリアン
- 録音：ダグラス・シアラー